# Židovský hřbitov v Šumperku
Židovský hřbitov v Šumperku se nachází na jihozápadním okraji města Šumperk v Zábřežské ulici, 2 km od centra. Dne 15. prosince 1995 byl hřbitov vyhlášen státem chráněnou kulturní památkou.

## Historie a popis
Písemně zdokumentovaná historie židovské komunity ve městě sahá až do vlády císaře Rudolfa II. v roce 1585, kdy byli Židé podobně jako v mmoha jiných oblastech Evropy obviněni ze zavlečení morové epidemie a vypovězeni ven. Další zmínky pochází až ze století sedmnáctého, kdy měli mít ve městě synagogu i rabína. V polovině 19. století začalo novodobé židovské osidlování, roku 1870 byl ve městě založen synagonální spolek a modlitebna, synagoga však vystavěna nebyla.
Na polní cestě mezi Šumperkem a Bludovečkem se prý nacházel i první místní židovský hřbitov, který však byl do doby, než se židovská komunita začala rozrůstat, zrušen, a pohřbívalo se tedy na hřbitovech v Lošticích a Úsově.
Návrh z roku 1907, jenž počítal se zřízením nového hřbitova na severovýchodní straně města, byl zamítnut kvůli zdravotním rizikům, protože tudy vedl vodovod a protéká řeka Desná. Místo pro hřbitov bylo následně vybráno v blízkosti hřbitova městského a stavba získala povolení a byla vybudována i zkolaudována během pěti měsíců v roce 1910.
Současný vzhled hřbitova, navržený šumperským stavitelem Topitschem, se datuje k roku 1932. Hřbitovu dominuje dvoupatrová budova obřadní haly s průjezdem a secesní síní od architekta Hugo Nadera. V budově se také nachází byt správce hřbitova z roku 1950 a nářaďovna. Kupoli původně zdobila Davidova hvězda, kterou koncem roku 1938 odstranili nacisté. Novou hvězdu obřadní síň získala roku 1999 darem.
V areálu se dochovalo 36 moderních náhrobků z let 1911 až 1942. Uvnitř obřadní síně jsou umístěny tři pamětní desky: první z nich je věnována představenému synagogálního spolku Jakubu Sternovi, jenž se velmi zasloužil o založení hřbitova, druhá připomíná tři židovské vojáky z 1. světové války, a od roku 1999 je tu třetí, věnovaná osmdesáti obětem holokaustu ze Šumperska.
Na návštěvě areálu se lze domluvit se správcem hřbitova, jenž obývá byt v obřadní budově.